# Sturle Holseter
Sturle Holseter (9 aprile 1976) è un ex saltatore con gli sci norvegese.

## Biografia
In Coppa del Mondo esordì il 17 marzo 1990 a Raufoss (76°) e ottenne il primo podio il 15 marzo 1996 a Oslo (2°).
In carriera prese parte a un'edizione dei Campionati mondiali, Trondheim 1997 (15° nel trampolino normale).

## Palmarès

### Coppa del Mondo
- Miglior piazzamento in classifica generale: 22º nel 1997
- 2 podi (1 individuale, 1 a squadre):
  - 2 secondi posti (1 individuale, 1 a squadre)